# Petrophila (vlinder)
Petrophila is een geslacht van vlinders van de familie van de grasmotten (Crambidae), uit de onderfamilie van de Acentropinae. De wetenschappelijke naam en de beschrijving van dit geslacht zijn voor het eerst gepubliceerd in 1830 door Lansdown Guilding. Hij vormde het geslacht voor een naar zijn mening nieuwe soort uit Saint Vincent en de Grenadines, die hij Petrophila fluviatilis noemde. Zodoende wordt deze soort als de typesoort van dit geslacht beschouwd.

## Soorten
- Petrophila aclistalis (Dyar, 1914)
- Petrophila aealis (Walker, 1859)
- Petrophila aeglesalis (Walker, 1859)
- Petrophila aengusalis (Schaus, 1924)
- Petrophila albulalis (Hampson, 1906)
- Petrophila alvealis (C. Felder, R. Felder & Rogenhofer, 1875)
- Petrophila amethystina (Schaus, 1912)
- Petrophila anna Solis & Tuskes, 2018
- Petrophila annulalis (Guenée, 1854)
- Petrophila argyrolepta (Dyar, 1914)
- Petrophila argyrophora (Hampson, 1917)
- Petrophila aroalis (Schaus, 1924)
- Petrophila auspicatalis (Schaus, 1912)
- Petrophila avernalis (Grote, 1878)
- Petrophila axis (Hampson, 1895)
- Petrophila aztecalis (Schaus, 1924)
- Petrophila bedealis (Schaus, 1924)
- Petrophila benezetalis (Schaus, 1924)
- Petrophila bifascialis (Robinson, 1869)
- Petrophila bijonalis (Dyar, 1914)
- Petrophila brunneodora (Dyar, 1914)
- Petrophila cabimalis (Dyar, 1914)
- Petrophila canadensis (Munroe, 1972)
- Petrophila cappsi (Lange, 1956)
- Petrophila cathanalis (Schaus, 1924)
- Petrophila cerrussalis (C. Felder, R. Felder & Rogenhofer, 1875)
- Petrophila chejelalis (Schaus, 1924)
- Petrophila chrysopalis (Hampson, 1906)
- Petrophila climacusalis (Schaus, 1924)
- Petrophila complicatalis (Dyar, 1914)
- Petrophila conallalis (Schaus, 1924)
- Petrophila confusalis (Walker, 1866)
- Petrophila constellalis (Hampson, 1897)
- Petrophila cornvillia Solis & Tuskes, 2018
- Petrophila cronialis (Druce, 1896)
- Petrophila cyloialis (Schaus, 1906)
- Petrophila daemonalis (Dyar, 1907)
- Petrophila danaealis (Hampson, 1906)
- Petrophila darsanialis (Druce, 1896)
- Petrophila dialitha (Dyar, 1914)
- Petrophila divisalis (Walker, 1866)
- Petrophila doriscalis (Schaus, 1940)
- Petrophila esperanzalis (Schaus, 1924)
- Petrophila flavivittalis (Hampson, 1917)
- Petrophila fluviatilis Guilding, 1830
- Petrophila fulicalis (Clemens, 1860)
- Petrophila gemmiferalis (Lederer, 1863)
- Petrophila glycysalis (Dyar, 1914)
- Petrophila gordianalis (Schaus, 1924)
- Petrophila gratalis (Walker, 1866)
- Petrophila guadarensis (Schaus, 1906)
- Petrophila hamiferalis (Hampson, 1906)
- Petrophila heppneri Blanchard & Knudson, 1983
- Petrophila herminalis (Schaus, 1906)
- Petrophila hodgesi (Munroe, 1972)
- Petrophila inaurata (Stoll, 1781)
- Petrophila insulalis (Walker, 1862)
- Petrophila iolepta (Dyar, 1914)
- Petrophila jalapalis (Schaus, 1906)
- Petrophila jaliscalis (Schaus, 1906)
- Petrophila kearfottalis (Barnes & McDunnough, 1917)
- Petrophila laurentialis (Schaus, 1924)
- Petrophila leucistis (Dognin, 1906)
- Petrophila longipennis (Hampson, 1906)
- Petrophila lulesalis (Schaus, 1924)
- Petrophila maguilalis (Schaus, 1924)
- Petrophila malcusalis (Schaus, 1924)
- Petrophila maronialis (Schaus, 1924)
- Petrophila mignonalis (Dyar, 1914)
- Petrophila multipicta (Dyar, 1914)
- Petrophila niphoplagalis (Hampson, 1897)
- Petrophila odoalis (Schaus, 1924)
- Petrophila opulentalis (Lederer, 1863)
- Petrophila pantheralis (Walker, 1859)
- Petrophila parvissimalis (Schaus, 1912)
- Petrophila pavonialis (Hampson, 1897)
- Petrophila peraltalis (Schaus, 1912)
- Petrophila phaeopastalis (Hampson, 1917)
- Petrophila premalis (Druce, 1895)
- Petrophila pyropalis (Guenée, 1854)
- Petrophila santafealis (Heppner, 1976)
- Petrophila schaefferalis (Dyar, 1906)
- Petrophila schistopalis (Hampson, 1906)
- Petrophila schwarzalis (Schaus, 1924)
- Petrophila sumptuosalis (Möschler, 1890)
- Petrophila tessimalis (Dyar, 1926)
- Petrophila tristalis (Schaus, 1912)
- Petrophila triumphalis (Schaus, 1912)
- Petrophila ulfridalis (Schaus, 1924)
- Petrophila unilinealis (Dyar, 1914)
- Petrophila valstanalis (Schaus, 1924)
- Petrophila zamoralis (Schaus, 1924)
- Petrophila zelota (Dyar, 1914)